# 266 до н. е.
Рік 266 до н. е. був роком часів до юліанського римського календаря. Був відомий як 488 рік від закладення міста Рим. Деномінація 266 до н. е. для позначення цього року, почала існувати із часів раннього середньовіччя, коли для нумерації років в Європі стала популярною календарна ера Anno Domini.

## Події
- до Етолійського союзу приєдналася частина Акарнанії.
- римські консули Децим Юній Пера і Нумерій Фабій Піктор розбили салентинів разом з союзними їм мессапами.
- під час Хремонідової війни бойові дії розгорнулися в Аттиці, де діяв єгипетський десант, і під Коринфом, де спартанці безуспішно намагалися прорвати оборону македонян на Істмі.

## Померли
- Після 36 років правління помер Мітридат I Ктіст — правитель Понтійського царства, править Аріобарзан Понтійський.